# 102 v.Chr.
102 v.Chr. is een jaartal volgens de christelijke jaartelling.

## Gebeurtenissen

### Italië
- In Rome worden Gaius Marius en Quintus Lutatius Catulus, door de Senaat gekozen tot consul van het Imperium Romanum.
- De Cimbren verslaan de Romeinen bij de rivier de Adige in Noord-Italië, Quintus Lutatius Catulus moet zich in wanorde terugtrekken naar de Povlakte.

### Gallië
- Slag bij Aquae Sextiae: Het Romeinse leger (6 legioenen) onder Gaius Marius, vernietigen de Ambronen en Teutonen bij Aix-en-Provence. Tijdens de veldslag bezetten de Romeinen een heuvel en verslaan met Romeinse equites (cavalerie) en lichte infanterie de rondtrekkende Germanen. Na de overgave worden ± 300 gevangengenomen vrouwen voorgeleid aan Gaius Marius, zij smeken hem als dienaars te worden ingezet in de tempels van Ceres en Venus. Hij weigert deze smeekbede en de vrouwen plegen met hun kinderen massaal zelfmoord.

### Palestina
- Alexander Janneüs sluit in het geheim een bondgenootschap met Cleopatra III en verdrijft met haar hulp Ptolemaeus IX Soter uit Galilea. De broers Chelkias en Ananias veroveren met het Joodse vrijheidsleger de havenstad Ptolemaïs.

### China
- Keizer Han Wudi verovert na een beleg van twee jaar de vestingstad Kokand (Oezbekistan), in de Vallei van Fergana. Het Chinese leger keert met duizenden "Hemelse paarden", via het Pamir-gebergte en langs de Taklamakan-woestijn terug in Chang'an.

## Geboren
- Quintus Tullius Cicero (~102 v.Chr. - ~43 v.Chr.), Romeins praetor en broer van Cicero

## Overleden
- Gaius Lucilius (~180 v.Chr. - ~102 v.Chr.), Romeins schrijver (78)